# Valence-en-Brie
Valence-en-Brie és un municipi francès, situat al departament de Sena i Marne i a la regió de Illa de França. L'any 2007 tenia 870 habitants.
Forma part del cantó de Nangis, del districte de Melun i de la Comunitat de comunes Brie des Rivières et Châteaux.

## Demografia

### Població
El 2007 la població de fet de Valence-en-Brie era de 870 persones. Hi havia 252 famílies, de les quals 36 eren unipersonals (16 homes vivint sols i 20 dones vivint soles), 72 parelles sense fills, 112 parelles amb fills i 32 famílies monoparentals amb fills.
La població ha evolucionat segons el següent gràfic:
Habitants censats

### Habitatges
El 2007 hi havia 306 habitatges, 262 eren l'habitatge principal de la família, 14 eren segones residències i 30 estaven desocupats. 273 eren cases i 33 eren apartaments. Dels 262 habitatges principals, 206 estaven ocupats pels seus propietaris, 48 estaven llogats i ocupats pels llogaters i 8 estaven cedits a títol gratuït; 9 tenien una cambra, 12 en tenien dues, 35 en tenien tres, 66 en tenien quatre i 140 en tenien cinc o més. 206 habitatges disposaven pel capbaix d'una plaça de pàrquing. A 95 habitatges hi havia un automòbil i a 149 n'hi havia dos o més.

### Piràmide de població
La piràmide de població per edats i sexe el 2009 era:
| Homes | Edats   | Dones |
| ----- | ------- | ----- |
| 0     | 95 o +  | 4     |
| 0     | 90 a 94 | 4     |
| 0     | 85 a 89 | 8     |
| 4     | 80 a 84 | 8     |
| 4     | 75 a 79 | 4     |
| 12    | 70 a 74 | 8     |
| 4     | 65 a 69 | 16    |
| 12    | 60 a 64 | 8     |
| 12    | 55 a 59 | 8     |
| 12    | 50 a 54 | 16    |
| 24    | 45 a 49 | 8     |
| 32    | 40 a 44 | 20    |
| 36    | 35 a 39 | 32    |
| 40    | 30 a 34 | 20    |
| 12    | 25 a 29 | 32    |
| 8     | 20 a 24 | 8     |
| 36    | 15 a 19 | 24    |
| 52    | 10 a 14 | 52    |
| 32    | 5 a 9   | 32    |
| 20    | 0 a 4   | 24    |

## Economia
El 2007 la població en edat de treballar era de 541 persones, 386 eren actives i 155 eren inactives. De les 386 persones actives 352 estaven ocupades (196 homes i 156 dones) i 34 estaven aturades (14 homes i 20 dones). De les 155 persones inactives 22 estaven jubilades, 39 estaven estudiant i 94 estaven classificades com a «altres inactius».

### Ingressos
El 2009 a Valence-en-Brie hi havia 271 unitats fiscals que integraven 766,5 persones, la mediana anual d'ingressos fiscals per persona era de 19.762 €.

### Activitats econòmiques
Dels 20 establiments que hi havia el 2007, 3 eren d'empreses de fabricació d'altres productes industrials, 6 d'empreses de construcció, 1 d'una empresa de comerç i reparació d'automòbils, 2 d'empreses de transport, 1 d'una empresa d'hostatgeria i restauració, 2 d'empreses immobiliàries, 3 d'empreses de serveis i 2 d'empreses classificades com a «altres activitats de serveis».
Dels 10 establiments de servei als particulars que hi havia el 2009, 1 era una oficina de correu, 1 taller de reparació d'automòbils i de material agrícola, 1 paleta, 3 guixaires pintors, 1 fusteria, 1 lampisteria, 1 restaurant i 1 saló de bellesa.
L'únic establiment comercial que hi havia el 2009 era una botiga de menys de 120 m².
L'any 2000 a Valence-en-Brie hi havia 6 explotacions agrícoles que ocupaven un total de 744 hectàrees.

## Equipaments sanitaris i escolars
El 2009 hi havia una escola elemental integrada dins d'un grup escolar amb les comunes properes formant una escola dispersa.

## Poblacions més properes
El següent diagrama mostra les poblacions més properes.